# Creede
La ville de Creede est le siège du comté de Mineral, situé dans le Colorado, aux États-Unis.
Selon le recensement de 2010, sa population s'élève à 290 habitants. La municipalité s'étend sur 0,68 milles carrés (1,76 km2).
La ville est nommée en l'honneur de Nicholas Creede, l'un des premiers mineurs de la région.

## Démographie
| 1900 | 1910 | 1920 | 1930 | 1940 | 1950 |
| ---- | ---- | ---- | ---- | ---- | ---- |
| 938  | 741  | 500  | 384  | 670  | 503  |

| 1960 | 1970 | 1980 | 1990 | 2000 | 2010 |
| ---- | ---- | ---- | ---- | ---- | ---- |
| 350  | 653  | 610  | 362  | 377  | 290  |